# Парк (окръг, Уайоминг)
Вижте пояснителната страница за други значения на Парк.
Окръг Парк (на английски: Park County) е окръг в щата Уайоминг, Съединени американски щати. Площта му е 18 050 km², а населението – 29 353 души (2016). Административен център е град Коуди.